# إيفرت أوينز
إيفرت أوينز (بالإنجليزية: Everett Owens)‏ هو كاتب وكاتب للأطفال أمريكي، ولد في 15 أغسطس 1965.